# Temple Stanyan
Temple Stanyan est un historien et politicien anglais né vers 1695 et mort en 1752, fils d'Abraham Stanyan (en).

## Éléments biographiques
Son épouse décède le 23 mars 1725.
Stanyan se remarie en 1726 avec Mrs. Pauncefort. Ils ont une fille unique, née vers 1726 et décédée le 19 février 1801. En 1759, elle épouse l'amiral Charles Hardy. De leurs 3 fils et 2 filles seul survivra un fils, Temple Hardy, Captain in His Majesty's Navy qui érigea un monument à la mémoire de sa mère dans une église de Southampton.
Fonctions politiques connues de Temple Stanyan
- Il est l'un des Chief Clerks in the office of Secretary of State[1],[2].
- Il est ministre à Constantinople et auprès d'autres cours.
- Sous-secrétaire d'État sous Joseph Addison et sous le Duc de Newcastle.

## Œuvres
- The Grecian history, vol. 1 : From the original of Greece to the end of the Peloponnesian War, Londres, J. and R. Tonson in the Strand, 1707Traduit par Denis Diderot. Paris : Briasson, 1743.
- The Grecian history, vol. 2 : From the end of the Peloponnesian War to the death of Philip of Macedon, Londres, J. and R. Tonson in the Strand, 1739Traduit par Denis Diderot. Paris : Briasson, 1743.